# No.6 Collaborations Project
A No.6 Collaborations Project Ed Sheeran negyedik stúdióalbuma, amely 2019. július 12-én jelent meg. A No. 5 Collaborations Project középlemez következő része. Közreműködött rajta többek között Justin Bieber, Stormzy, Camila Cabello, Travis Scott, Eminem, 50 Cent, Cardi B, Paulo Londra, Young Thug, Skrillex, Bruno Mars, J Hus és Dave is.
Az albumról megjelent kislemezként az "I Don't Care" Bieberrel, a "Cross Me" Chance the Rapperrel és PnB Rockkal, a "Beautiful People" Khaliddal, a "Blow" Chris Stapletonnal és Marssal, a "Best Part of Me" Yebbával, az "Antisocial" Scottal, a "South of the Border" Cabelloval és Cardi B-vel, illetve a "Take Me Back to London" Stormzyval. A UK Albums és a Billboard 200 első helyén debütált és a legjobb popalbum kategóriában Grammy-díjat nyert.

## Háttér
Sheeran 2019. május 23-án jelentette be az albumot és annak számlistáját, a közreműködő előadók neve nélkül. Az albumon 15 dal szerepel, ami több, mint az előző albumain. Másnap kiadta a "Cross Me"-t. A Collaborations Project sorozat hatodik része. 2019. június 18-án jelentette be a közreműködő előadókat.
Az album 2019. július 12-én jelent meg.

## Számlista
| 1.    | Beautiful People (Khalid közreműködésével)                         | Ed Sheeran Khalid Robinson Fred Gibson Max Martin Shellback                                                                      | 3:17 |
| 2.    | South of the Border (Camila Cabello és Cardi B közreműködésével)   | Sheeran Camila Cabello Belcalis Almanzar Jordan Thorpe Steve Mac Gibson                                                          | 3:24 |
| 3.    | Cross Me (Chance the Rapper és PnB Rock közreműködésével)          | Sheeran Chancelor Bennett Rakim Allen Gibson                                                                                     | 3:26 |
| 4.    | Take Me Back to London (Stormzy közreműködésével)                  | Sheeran Michael Omari, Jr. Gibson Martin Shellback                                                                               | 3:09 |
| 5.    | Best Part of Me (Yebba közreműködésével)                           | Sheeran Abbey Smith Benjamin Levin                                                                                               | 4:03 |
| 6.    | I Don't Care (Justin Bieber közreműködésével)                      | Sheeran Justin Bieber Jason Boyd Gibson Martin Shellback                                                                         | 3:39 |
| 7.    | Antisocial (Travis Scott közreműködésével)                         | Sheeran Jacques Webster II Joseph Saddler Gibson                                                                                 | 2:41 |
| 8.    | Remember the Name (Eminem és 50 Cent közreműködésével)             | Sheeran Marshall Mathers III Curtis Jackson III Andre Benjamin Antwan Patton Patrick Brown Ray Murray Rico Wade Martin Shellback | 3:27 |
| 9.    | Feels (Young Thug és J Hus közreműködésével)                       | Sheeran Jeffery Williams Momodou Jallow Gibson                                                                                   | 2:30 |
| 10.   | Put It All on Me (Ella Mai közreműködésével)                       | Sheeran Ella Howell Gibson | 3:17 |
| 11.   | Nothing on You (Paulo Londra és Dave közreműködésével)             | Sheeran Paulo Londra David Omoregie Daniel Oviedo Cristian Salazar Gibson                                                        | 3:20 |
| 12.   | I Don't Want Your Money (H.E.R. közreműködésével)                  | Sheeran Paul Jefferies Joe Reeves Gibson                                                                                         | 3:24 |
| 13.   | 1000 Nights (Meek Mill és A Boogie wit da Hoodie közreműködésével) | Sheeran Robert Williams Artist Dubose Matthew Samuels Jahaan Sweet Gibson                                                        | 3:32 |
| 14.   | Way to Break My Heart (Skrillex közreműködésével)                  | Sheeran Sonny Moore Mac | 3:10 |
| 15.   | Blow (Chris Stapleton és Bruno Mars közreműködésével)              | Sheeran Christopher Stapleton Peter Hernandez Brody Brown Frank Rogers J.T. Cure Bard McNamee Greg McKee                         | 3:29 |
| 49:48 |                                                                    | |      |

## Közreműködők
- Ed Sheeran – ének, dalszerző, producer (1, 2, 5, 8), executive producer, gitár (2, 5, 8), basszusgitár (5)
- 50 Cent – vokál (8)
- Angad "Bainz" Bains – hangmérnök (9)
- AJ Putman – hangmérnök (13)
- Alex Estevez – hangmérnök (13)
- Alex Gibson – producer (1, 7)
- Anthony Cruz – hangmérnök (13)
- Anthony Evans – vágó (5)
- Archie Carter – helyettes hangmérnök (5)
- Benjy Gibson – háttérének és ütőhangszer (6)
- Benny Blanco – programozás, billentyűk, és producer (5)
- Boi-1da – producer (13)
- A Boogie wit da Hoodie – vokál (13)
- Brody Brown – basszusgitár (15)
- Bruno Mars – dobok, gitár, Moog, producer, és vokál (15)
- Camila Cabello – vokál (2)
- Cardi B – vokál (2)
- Chance the Rapper – vokál (3)
- Charles Moniz – hangmérnök (15)
- Chris Galland – keverés (12), hangmérnök (3, 10, 15)
- Chris Laws – hangmérnök (14), programozás (2)
- Chris Sclafani – hangmérnök (5)
- Chris Stapleton – vokál (15)
- Dann Pursey – hangmérnök (14)
- Dave – vokál (11)
- David Pizzimenti – hangmérnök (10)
- Denis Kosiak – hangmérnök (1)
- DJ Riggins – hangmérnök (4, 7, 9, 11, 13, 14)
- Ella Mai – vokál (10)
- Emma Corby – rézfúvós hangszerelés  (6)
- Eminem – vokál (8)
- Evan LaRay – hangmérnök (2)
- Fred – ad lib (4), háttérének (1, 3, 4, 6, 7, 9–11), basszusgitár és dobok (1–4, 6–12), beatbox (6), co-producer (12), hangmérnök (1, 3, 4, 6, 7, 9–13), gitár (1, 3, 4, 6–12), billentyűk (1–4, 6–13), producer (1–4, 6–11, 13), programozás (1, 3, 4, 6–12), szintetizátor (2, 13)
- Gabe Jaskowiak – felvételek (3)
- Geoff Swan – hangmérnök (10, 12)
- George Seara – hangmérnök (12)
- Georgia Gibson – szaxofon (6)
- Gosha Usov – hangmérnök (5)
- H.E.R. – vokál (12)
- Inaam Haq – hangmérnök (6)
- J Hus – vokál (9)
- Jacob "The Menace" Dennis – helyettes hangmérnök (15)
- Jacob Richards –  hangmérnök (4, 7, 9, 11, 13, 14)
- Jahaan Sweet – producer (13)
- Jaime Estalella – hangmérnök (8)
- Jason "Poo Bear" Boyd – háttérének (6)
- Jaycen Joshua – keverés (4, 7, 9, 11, 13, 14)
- Joe Reeves – gitár (12)
- Joe Rubel – programozás (5), hangmérnök (1, 4, 5, 9, 10, 15), billentyűk és producer (5)
- Joe Strange – hangmérnök (8)
- John Hanes – hangmérnök (1, 2, 6)
- Josh Gudwin – producer és felvételek (6)
- Justin Bieber – vokál (6)
- Kate Conklin – vokál (14)
- Kenny Beats – producer (4)
- Khalid – vokál (1)
- Kid Culture – programozás (14)
- Ky Miller – hangmérnök (8)
- Liam Nolan – hangmérnök (12)
- Luke Farnell – hangmérnök (9)
- Manny Marroquin – keverés (3, 10, 12, 15)
- Mark "Spike" Stent – keverés (5)
- Matt Wolach – keverés (5)
- Max Martin – háttérének (6), billentyűk (6, 8), producer (1, 6, 8), programozás (8)
- Meek Mill – vokál (13)
- Michael Freeman – keverés (5)
- Michael Ilbert – hangmérnök (1, 4, 6, 8)
- Mike Seaberg – hangmérnök (4, 7, 9, 11, 13, 14)
- Mike Strange – hangmérnök és keverés (8)
- Nineteen85 – basszusgitár, dobok, billentyűk, és producer (12)
- Ovy on the Drums – hangmérnök (11)
- Paul Anthony Morrison – hangmérnök (11)
- Paulo Londra – vokál (11)
- PnB Rock – vokál (3)
- Pino Palladino – basszusgitár (5)
- Robert Sellens – asszisztens hangmérnök (5)
- Robin Florent – hangmérnök (3, 10, 11), keverés (15)
- Sam Tsang – szintetizátor, programozás, és producer (11)
- Scott Desmarais – hangmérnök (3, 10, 11), keverés (15)
- Serban Ghenea – keverés (1, 2, 6)
- Shaan Singh – hangmérnök (9)
- Shellback – gitár (1), billentyűk (6, 8), producer és programozás (1, 6, 8)
- Simone Torres – hangmérnök (2)
- Skrillex – keverés (14), producer (4, 14)
- Steve Mac – billentyűk és producer (2, 14)
- Stormzy – vokál (4)
- Stuart Hawkes – master (összes)
- Tate McDowell – hangmérnök (10)
- Thomas Bartlett – billentyűk (5)
- Tom Norris – keverés (14)
- Tony Campana – hangmérnök (8)
- Travis Scott – hangmérnök és vokál (7)
- Tre Nagella – hangmérnök (7)
- Yebba – vokál (5)
- Young Thug – vokál (9)

## Slágerlisták

### Heti slágerlisták
| Slágerlista (2019)                     | Legmagasabb pozíció |
| -------------------------------------- | ------------------- |
| Ausztrál Albumok (ARIA)                | 1                   |
| Belga Albumok (Ultratop Flanders)      | 1                   |
| Belga Albumok (Ultratop Wallonia)      | 1                   |
| Cseh Albumok (ČNS IFPI)                | 1                   |
| Dán Albumok (Hitlisten)                | 2                   |
| Finn Albumok (Suomen virallinen lista) | 1                   |
| Francia Albumok (SNEP)                 | 2                   |
| Holland Albumok (Album Top 100)        | 1                   |
| Ír Albumok (IRMA)                      | 1                   |
| Japanese Hot Albums (Billboard Japan)  | 5                   |
| Japán Albumok (Oricon)                 | 6                   |
| Kanadai Albumok (Billboard)            | 1                   |
| Lengyel Albumok (ZPAV)                 | 2                   |
| Lett Albumok (LAIPA)                   | 1                   |
| Litván Albumok (AGATA)                 | 1                   |
| Magyar Albumok (MAHASZ)                | 1                   |
| Mexikói Albumok (AMPROFON)             | 4                   |
| Norvég Albumok (VG-lista)              | 1                   |
| Német Albumok (Offizielle Top 100)     | 2                   |
| Olasz Albumok (FIMI)                   | 2                   |
| Osztrák Albumok (Ö3 Austria)           | 1                   |
| Portugál Albumok (AFP)                 | 1                   |
| Skót Albumok (OCC)                     | 1                   |
| Spanyol Albumok (PROMUSICAE)           | 1                   |
| Svájci Albumok (Schweizer Hitparade)   | 1                   |
| Svéd Albumok (Sverigetopplistan)       | 1                   |
| UK Albums (OCC)                        | 1                   |
| US Billboard 200                       | 1                   |
| Új-Zéland-i Albumok (RMNZ)             | 1                   |

### Év végi slágerlisták
| Év   | Slágerlista (2019)                   | Pozíció |
| ---- | ------------------------------------ | ------- |
| 2019 | Ausztrál Albumok (ARIA)              | 2       |
| 2019 | Belga Albumok (Ultratop Flanders)    | 14      |
| 2019 | Belga Albumok (Ultratop Wallonia)    | 43      |
| 2019 | Dán Albumok (Hitlisten)              | 7       |
| 2019 | Francia Albumok (SNEP)               | 46      |
| 2019 | Holland Albumok (Album Top 100)      | 3       |
| 2019 | Ír Albumok (IRMA)                    | 5       |
| 2019 | Kanadai Albumok (Billboard)          | 10      |
| 2019 | Lengyel Albumok (ZPAV)               | 50      |
| 2019 | Mexikói Albumok (AMPROFON)           | 95      |
| 2019 | Német Albumok (Offizielle Top 100)   | 8       |
| 2019 | Olasz Albumok (FIMI)                 | 46      |
| 2019 | Osztrák Albumok (Ö3 Austria)         | 14      |
| 2019 | Svájci Albumok (Schweizer Hitparade) | 10      |
| 2019 | Svéd Albumok (Sverigetopplistan)     | 22      |
| 2019 | UK Albums (OCC)                      | 2       |
| 2019 | US Billboard 200                     | 35      |
| 2019 | Új-Zéland-i Albumok (RMNZ)           | 2       |
| 2020 | Ausztrál Albumok (ARIA)              | 12      |
| 2020 | Belga Albumok (Ultratop Flanders)    | 56      |
| 2020 | Belga Albumok (Ultratop Wallonia)    | 199     |
| 2020 | Dán Albumok (Hitlisten)              | 30      |
| 2020 | Holland Albumok (Album Top 100)      | 8       |
| 2020 | Ír Albumok (IRMA)                    | 15      |
| 2020 | Kanadai Albumok (Billboard)          | 15      |
| 2020 | Olasz Albumok (FIMI)                 | 92      |
| 2020 | Svéd Albumok (Sverigetopplistan)     | 82      |
| 2020 | UK Albums (OCC)                      | 7       |
| 2020 | US Billboard 200                     | 61      |
| 2020 | Új-Zéland-i Albumok (RMNZ)           | 9       |

## Minősítések
| Régió                        | Minősítés  | Példányszám |
| ---------------------------- | ---------- | ----------- |
| Ausztria (IFPI Austria)      | Arany      | 7,500       |
| Ausztrália (ARIA)            | Arany      | 35,000      |
| Brazília (Pro-Música Brasil) | Platina    | 40,000      |
| Dánia (IFPI Denmark)         | 2× Platina | 40,000      |
| Egyesült Államok (RIAA)      | Platina    | 1,000,000   |
| Egyesült Királyság (BPI)     | 2× Platina | 600,000     |
| Franciaország (SNEP)         | Platina    | 100,000     |
| Hollandia (NVPI)             | Platina    | 40,000      |
| Kanada (Music Canada)        | 2× Platina | 160,000     |
| Lengyelország (ZPAV)         | Platina    | 20,000      |
| Magyarország (MAHASZ)        | Platina    | 4,000       |
| Németország (BVMI)           | Arany      | 100,000     |
| Olaszország (FIMI)           | Arany      | 25,000      |
| Spanyolország (PROMUSICAE)   | Arany      | 20,000      |
| Szingapúr (RIAS)             | Arany      | 5,000       |
| Új-Zéland (RMNZ)             | 2× Platina | 30,000      |